# Auf der Maur
Auf der Maur – debiutancki album Melissy Auf der Maur, wydany w 2004 roku.
Po zakończeniu pełnych sukcesów występów z Hole oraz The Smashing Pumpkins, Melissa Auf der Maur zdecydowała się skupić na projekcie solowym, który zamykał jej ponad dziesięcioletnią obecność na scenie muzycznej. Utwory, które znalazły się na jej debiucie, były gromadzone przez cały ten czas. Także dobór muzyków towarzyszących nagraniom, powiązany jest z były znajomościami z różnych zespołów, zawieranych na przestrzeni lat. Znaleźli się wśród nich Eric Erlandson (z zespołu Hole) czy James Iha (z The Smashing Pumpkins), a także Josh Homme lider Queens of the Stone Age czy były perkusista zespołu Helmet John Stanier. Muzyka zawarta na płycie Auf der Maur, odbiega od punk rockowych wpływów znanych z Hole, w zamian za to wypełniając płytę raczej elementami bardziej lirycznymi czy dźwiękami progresywnymi. Po dobrze przyjętej trasie koncertowej w Wielkiej Brytanii dwa single z tego albumu znalazły się na brytyjskiej liście przebojów UK Top 40.

## Lista utworów
Wszystkie utwory autorstwa Melissy Auf der Maur, chyba że napisano inaczej.
1. "Lightning Is My Girl" – 4:09
2. "Followed the Waves" – 4:48
3. "Real a Lie" (Auf der Maur, Steve Durand) – 4:22
4. "Head Unbound" – 3:58
5. "Taste You" – 4:39
6. "Beast of Honor" – 3:27
7. "I'll Be Anything You Want" (Auf der Maur, Josh Homme) – 2:57
8. "My Foggy Notion" – 4:48
9. "Would If I Could" – 3:40
10. "Overpower Thee" (Auf der Maur, Homme) – 2:35
11. "Skin Receiver" (Steve Durand) – 3:35
12. "I Need I Want I Will" (Auf der Maur, Homme) – 7:32
"Untitled" (ukryty utwór w którym śpiewa babcia Melissy Auf der Maur)
"Taste You" (drugi ukryty utwór ale tylko w wersji francuskiej)

## Pozycje na listach

### Album
| Rok  | Notowanie         | Pozycja |
| ---- | ----------------- | ------- |
| 2004 | The Billboard 200 | 187     |
| 2004 | UK Album Charts   | 31      |

### Single
| Rok  | Singel               | Notowanie          | Pozycja |
| ---- | -------------------- | ------------------ | ------- |
| 2004 | "Followed the Waves" | Modern Rock Tracks | 32      |
| 2004 | "Followed the Waves" | UK Singles Chart   | 35      |
| 2004 | "Real a Lie"         | UK Singles Chart   | 33      |
| 2004 | "Taste You"          | UK Singles Chart   | 51      |

## Twórcy
- Melissa Auf der Maur – instrumenty klawiszowe, gitara, gitara basowa, śpiew, chórki
- Josh Homme – chórki, perkusja, gitara
- James Iha – gitara, EBow
- Eric Erlandson – gitara
- Ana Lenchantin – instrumenty smyczkowe
- Paz Lenchantin – instrumenty smyczkowe
- Steve Durand – gitara, kastaniety
- Chris Goss – pianino, gitara, chórki
- Mark Lanegan – chórki
- Jeordie White – gitara
- Brant Bjork (zapisany jako Brandt Bjork) – perkusja
- John Stanier – perkusja
- Nick Oliveri – gitara basowa, chórki
- Kelli Scott – perkusja
- Fernando Vela – instrumenty smyczkowe
- Atom Willard – perkusja
- Jordon Zadoronsny – gitara